# Franc Kokowski
Franc Mychajłowycz Kokowski, ukr. Франц Михайлович Коковський; pol. Franciszek Kokowski; ps. Франц Михайлів – Franc Mychajłiw, Богдан Левченко – Bohdan Łewczenko (ur. 17 września 1885 w Brzeżanach, zm. 9 września 1940 w Tarnopolu) – ukraiński doktor praw, adwokat, sędzia, pisarz, dziennikarz, tłumacz, językoznawca, antropolog, działacz społeczny i kulturalny.

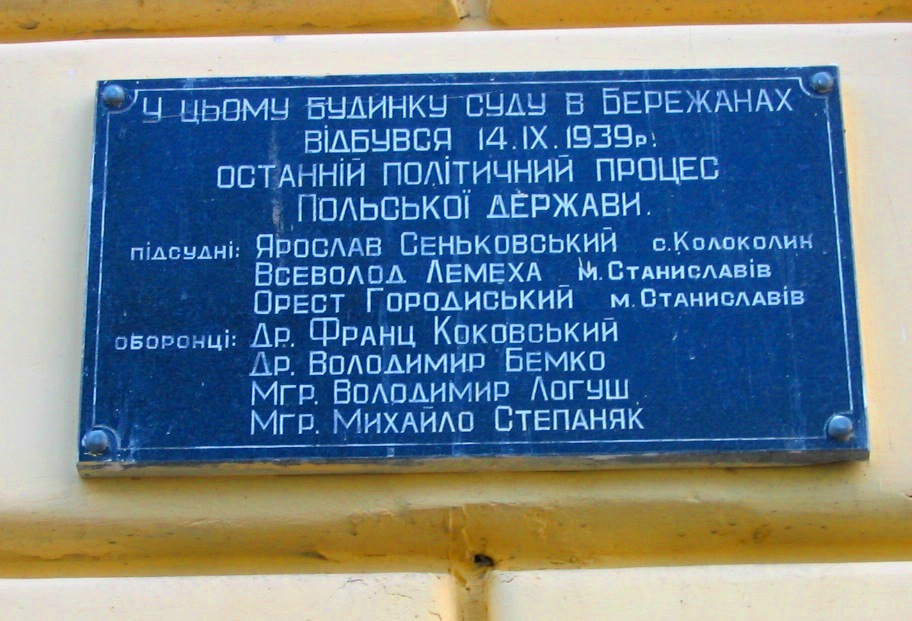
Tablica pamiątkowa w Brzeżanach

## Życiorys
Urodził się w 1885. W 1906 zdał egzamin dojrzałości w C. K. Gimnazjum w Brzeżanach (wzmiankowany jako Franciszek Kokowski). W 1906 podjął studia na Wydziale Filozoficznym Uniwersytetu Lwowskiego, skąd został wydalony na początku 1907 za udział w demonstracji studenckiej przeciwko polonizacji w szkołach; był osadzony w areszcie. Kształcił się na uniwersytetach w Grazu, Czerniowcach, a później od 1910 do 1911 na Wydziale Prawa Uniwersytetu Lwowskiego. Uzyskał tytuł naukowy doktora.
Po zakończeniu I wojny światowej w okresie istnienia Zachodnioukraińskiej Republiki Ludowej na przełomie 1918/1919 był komisarzem miejskim miasta Kozowa. W okresie II Rzeczypospolitej pracował jako adwokat w Brzeżanach (1921), sędzia Sądu Powiatowego w Podhajcach, od 1928 (mianowany 4 kwietnia) sędzia Sądu Okręgowego w Sanoku. W 1934 został pozbawiony urzędu przez władze polskie. W połowie lat 30. XX wieku jako emerytowany sędzia SO był członkiem sanockiego koła Zrzeszenia Sędziów i Prokuratorów RP w Sanoku. Wrócił do Brzeżan, gdzie pracował jako prawnik, szef oddziału organizacji Silśkyj Hospodar, a w 1936 był współzałożycielem muzeum im. Andrija Czajkowskiego.
Od 1907 do 1939 działał w organizacji „Ridna Szkoła”, od 1917 był działaczem „Proswity”. W 1931 był jednym z założycieli Towarzystwa Muzealnego „Łemkowszczyzna” w Sanoku. 25 lipca 1934 został wybrany członkiem zarządu Towarzystwa Przyjaciół Ziemi Sanockiej.
Publikował poezje na łamach czasopism. Pracował jako dziennikarz gazety „Nasz Łemko” (ukr. „Наш Лемко”). Był także tłumaczem, m.in. literatury niemieckojęzycznej. W późniejszych czasach publikował prozę. 15 czerwca 1930 zorganizowano w Sanoku uroczystość z okazji 30 lecia pracy naukowo-literackiej Kokowskiego.
Po wybuchu II wojny światowej i klęsce polskiej wojny obronnej stanął na czele tymczasowej rady dla utrzymania porządku w Brzeżanach. Po agresji ZSRR na Polskę został aresztowany w grudniu 1939 wraz z synem Stepanem Tarasem (ur. 1913). Zmarł 9 września 1940 w więzieniu w Tarnopolu.
Na budynku, mieszczącym w przeszłości sąd w Brzeżanach, została ustanowiona tablica upamiętniająca ostatni polityczny proces w państwie polskim z 14 września 1939, w trakcie którego obrońcą był dr Franc Kokowski.

## Wybrane publikacje
- Kulturnyj ruch na Łemkiwszczyni (1936)
- Schidnimy meżamy Łemkiwszczyny (1937)